# Harpertown
Le microprocesseur Harpertown d'Intel est un processeur quad-core (quadri-cœur) pour serveur, appartenant à la famille Penryn. Tous les processeurs Harpertown sont dans la gamme Xeon.

## Description
La plupart des caractéristiques du Harpertown sont communes à tous les processeurs de la famille Penryn, comme une gravure en 45 nm. 
Plus spécifiquement, il se connecte sur un socket LGA 771.

## Les révisions
À partir du 3 juillet 2008, Intel fait évoluer sa gamme Harpertown en renouvellement la vieillissante révision C0 en E0. À cette occasion le TDP du X5482 baisser de 150 à 120 W. En outre cette nouvelle révision impose une mise à jour du BIOS et un nouveau CPUID est associé à ces processeurs E0 : 0xA005b013 contre 0x1067A précédemment.

## Liste des microprocesseurs Xeon Harpertown
| Modèle       | Nb. cœurs | Nb. max proc. | Fréquence | Cache L1   | Cache L2  | Mult. | Tension       | TDP               | FSB       | Socket  | Référence      | Commercialisation |
| ------------ | --------- | ------------- | --------- | ---------- | --------- | ----- | ------------- | ----------------- | --------- | ------- | -------------- | ----------------- |
| Xeon - X54xx |           |               |           |            |           |       |               |                   |           |         |                |                   |
| X5492        | 4         | 2             | 3,40 GHz  | 4 × 64 Kio | 2 × 6 Mio | ×8,5  |               | 150 W             | 1600 MT/s | LGA 771 |                | 08/09/2008        |
| X5482        | 4         | 2             | 3,20 GHz  | 4 × 64 Kio | 2 × 6 Mio | ×8    | 0,85 - 1,35 V | 150 W C0 120 W E0 | 1600 MT/s | LGA 771 | EU80574KL088N  | 12 novembre 2007  |
| X5472        | 4         | 2             | 3,00 GHz  | 4 × 64 Kio | 2 × 6 Mio | ×7,5  | 0,85 - 1,35 V | 120 W             | 1600 MT/s | LGA 771 | EU80574KL080NT | 12 novembre 2007  |
| X5470        | 4         | 2             | 3,33 GHz  | 4 × 64 Kio | 2 × 6 Mio | ×10   |               | 120 W             | 1333 MT/s | LGA 771 |                | 08/09/2008        |
| X5460        | 4         | 2             | 3,16 GHz  | 4 × 64 Kio | 2 × 6 Mio | ×9,5  | 0,85 - 1,35 V | 120 W             | 1333 MT/s | LGA 771 | EU80574KJ087N  | 12 novembre 2007  |
| X5450        | 4         | 2             | 3,00 GHz  | 4 × 64 Kio | 2 × 6 Mio | ×9    | 0,85 - 1,35 V | 120 W             | 1333 MT/s | LGA 771 | EU80574KJ080NT | 12 novembre 2007  |
| Xeon - E54xx |           |               |           |            |           |       |               |                   |           |         |                |                   |
| E5472        | 4         | 2             | 3,00 GHz  | 4 × 64 Kio | 2 × 6 Mio | ×7,5  | 0,85 - 1,35 V | 80 W              | 1600 MT/s | LGA 771 | EU80574KL080N  | 12 novembre 2007  |
| E5462        | 4         | 2             | 2,80 GHz  | 4 × 64 Kio | 2 × 6 Mio | x7    | 0,85 - 1,35 V | 80 W              | 1600 MT/s | LGA 771 | EU80574KL072N  | 12 novembre 2007  |
| E5450        | 4         | 2             | 3,00 GHz  | 4 × 64 Kio | 2 × 6 Mio | ×9    | 0,85 - 1,35 V | 80 W              | 1333 MT/s | LGA 771 | EU80574KJ080N  | 12 novembre 2007  |
| E5440        | 4         | 2             | 2,83 GHz  | 4 × 64 Kio | 2 × 6 Mio | ×8,5  | 0,85 - 1,35 V | 80 W              | 1333 MT/s | LGA 771 | EU80574KJ073N  | 12 novembre 2007  |
| E5430        | 4         | 2             | 2,66 GHz  | 4 × 64 Kio | 2 × 6 Mio | ×8    | 0,85 - 1,35 V | 80 W              | 1333 MT/s | LGA 771 | EU80574KJ067N  | 12 novembre 2007  |
| E5420        | 4         | 2             | 2,50 GHz  | 4 × 64 Kio | 2 × 6 Mio | ×7,5  | 0,85 - 1,35 V | 80 W              | 1333 MT/s | LGA 771 | EU80574KJ060N  | 12 novembre 2007  |
| E5410        | 4         | 2             | 2,33 GHz  | 4 × 64 Kio | 2 × 6 Mio | ×7    | 0,85 - 1,35 V | 80 W              | 1333 MT/s | LGA 771 | EU80574KJ053N  | 12 novembre 2007  |
| E5405        | 4         | 2             | 2,00 GHz  | 4 × 64 Kio | 2 × 6 Mio | ×6    | 0,85 - 1,35 V | 80 W              | 1333 MT/s | LGA 771 | EU80574KJ041N  | 12 novembre 2007  |
| Xeon - L54xx |           |               |           |            |           |       |               |                   |           |         |                |                   |
| L5430        | 4         | 2             | 2,66 GHz  | 4 × 64 Kio | 2 × 6 Mio | ×8    |               | 50 W              | 1333 MT/s | LGA 771 |                | 2008              |
| L5420        | 4         | 2             | 2,50 GHz  | 4 × 64 Kio | 2 × 6 Mio | ×7,5  |               | 50 W              | 1333 MT/s | LGA 771 |                | 26/03/2008        |
| L5410        | 4         | 2             | 2,33 GHz  | 4 × 64 Kio | 2 × 6 Mio | ×7    |               | 50 W              | 1333 MT/s | LGA 771 |                | 26/03/2008        |
| L5408        | 4         | 2             | 2,13 GHz  | 4 × 64 Kio | 2 × 6 Mio | x 8   |               | 40 W              | 1066 MT/s | LGA 771 |                | 2d trim. 2008     |